# IPhone 3GS
iPhone 3GS是一款苹果公司旗下的智能手机，是iPhone系列中的第三代。2009年6月8日，这款手机在苹果公司全球软件开发者年会中正式发布。iPhone 3GS基于前代，提升了處理器速度、提升了电池的续航能力、增强了後相機像素，以及RAM升級到256MB。、并最大支持7.2 MbpsHSDPA。iPhone 3GS于2009年6月19日在美国、加拿大及六个欧洲国家发售，并于6月26日在澳大利亚及日本发售。

## 硬件

### 屏幕
拥有一块3.5寸多点触控屏幕，屏幕分辨率为320 x 480像素、163 ppi。与前代iPhone相比，iPhone 3GS的屏幕由18位色升级为了24位色，这让iPhone 3GS的屏幕能更好地表现出色彩。iPhone 3GS在屏幕下共有3个传感器；户持有iPhone的方向，调整手机画面的朝向，并自动调整手机横向画面或纵向画面。加速度传感器可用于控制第三方应用程序，其主要用于游戏功能。

### 摄像头
iPhone 3GS搭载了一枚320万像素摄像头，与前代iPhone比较，除了在像素上有提升外，iPhone 3GS也增加了一些相机功能，例如自动对焦、视频录制等。通过iOS 4的系统升级，iPhone 3GS也可进行最高5倍的缩放。

### 处理器与存储
iPhone 3GS搭载了Samsung S5PC100由ARM Cortex-A8架构处理器，该处理器频率为833 MHz，但iPhone 3GS将其降频至600 MHz。iPhone 3GS还搭载了PowerVR SGX535 GPU，其频率为150 MHz。iPhone 3GS拥有8GB、16GB和32GB三种版本，其中8GB版本是在iPhone 4上市后推出的。

### 电量
iPhone 3GS搭载了一枚1220毫安内置充电式锂离子电池。对于iPhone 3GS电池的质量，苹果公司宣称经过400次充电循环后，iPhone 3GS的电池能保持80%的总电量。充满电的iPhone 3GS在理论情况下能进行10小时视频播放、9小时Wi-Fi网页浏览、12小时2G通话、5小时3G通话、30小时音乐播放或300小时待机。

## 系列特點和功能
- 「防污漬」的屏幕表面
- 重量：135 公克
- 聲控
- UMTS/HSDPA (850, 1900, 2100 MHz)
- 320萬畫素自動對焦相機
- 影片拍攝
- 影片剪輯（30 fps 的 VGA 影片）
- Compass 數位指南針
- Nike + iPod
- OpenGL ES 1.1 / 2.0

## 各代iPhone型號的時間軸
| iPhone型號年表 |
| -------------- |
|                |